# Filip Mazreku
Filip Mazreku OFM (ur. 8 września 1913 w Salonikach, zm. 1 listopada 1984 w Troshanie) – albański duchowny franciszkański i muzyk.

## Życiorys
Urodził się w rodzinie albańskiej pochodzącej z Kosowa, był synem urzędnika Pjetra i Marii. W 1915 przeniósł się wraz z rodziną do Szkodry. Tam też ukończył gimnazjum, gdzie uczył się muzyki pod kierunkiem Martina Gjoki. Odbył studia teologiczne w Colleviti-Pescia we Włoszech. We Florencji uczył się muzyki organowej pod kierunkiem Tomasiniego. 7 września 1928 wstąpił do klasztoru franciszkanów. 8 września 1929 złożył śluby czasowe, a 8 września 1934 śluby wieczyste. 13 września 1936 został wyświęcony na księdza. W latach 1937-1946 pracował w liceum Illyricum w Szkodrze jako nauczyciel muzyki i języka włoskiego, a także dyrektor chóru szkolnego Scola Contrusa. Po zamknięciu liceum przez władze komunistyczne przeniósł się do wsi Bushnesh, następnie do Iballë i do Bajzë k. Szkodry, gdzie 28 września 1946 został aresztowany przez funkcjonariuszy Departamentu Obrony Ludu i poddany torturom. Oskarżony o prowadzenie działalności wrogiej wobec państwa albańskiego i skazany na 10 lat więzienia. Odbywał karę w więzieniu nr 4 w Szkodrze, w Burrelu i w obozie Bedeni. Wyszedł z więzienia w 1952 na mocy amnestii. Pracował w kościele Shen Ndout w Tiranie, a w latach 1955-1961 był proboszczem w Laçu, skąd został w 1961 przeniesiony do Troshan. Po zamknięciu kościołów i ogłoszeniu Albanii państwem ateistycznym pracował w spółdzielni rolniczej. Zmarł w Troshanie, gdzie też został pochowany.